# Vindecarea celor zece leproși

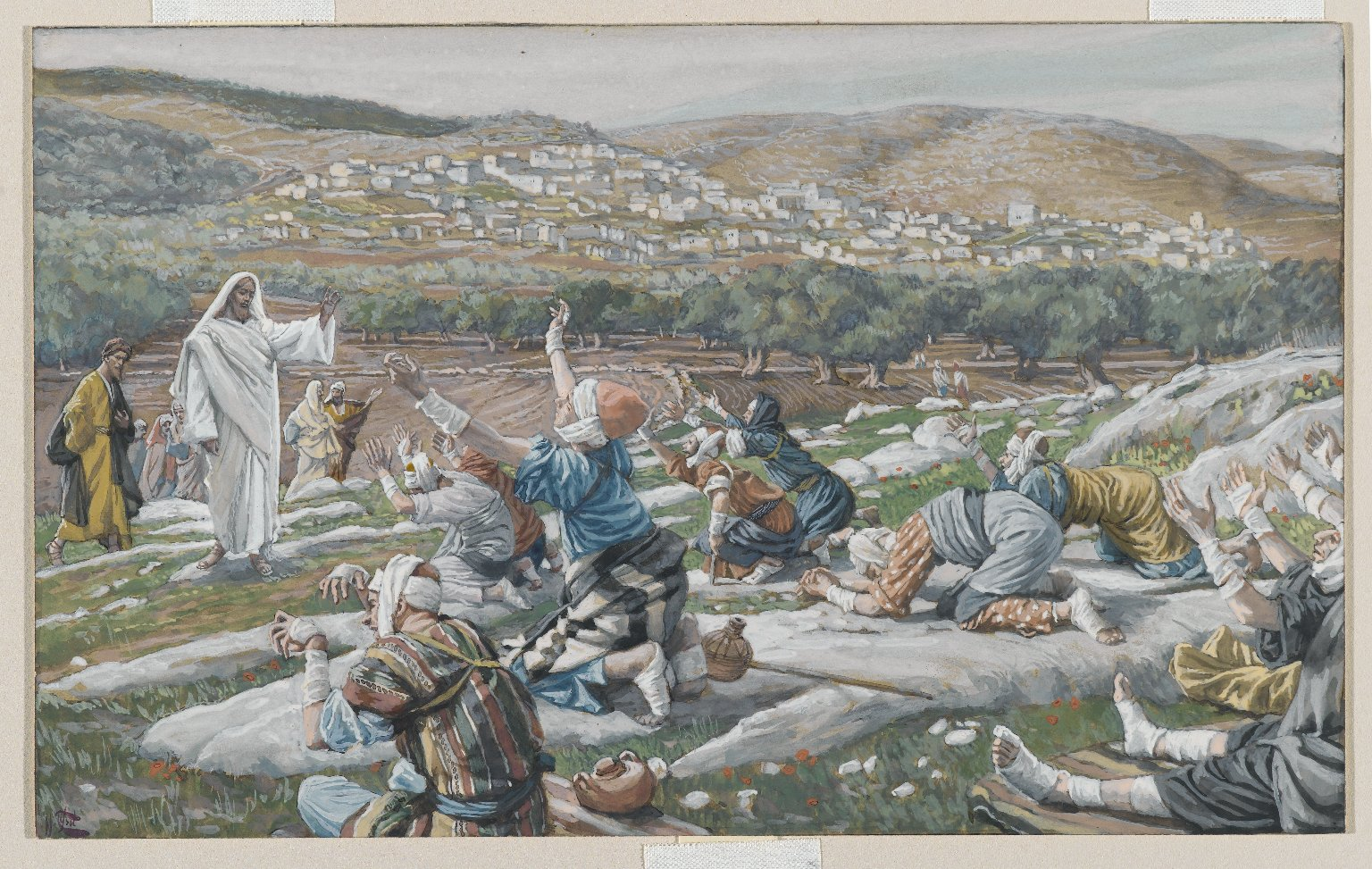
Vindecarea celor zece leproşi de James Tissot, 1886-1894.

Vindecarea celor zece leproși este una din minunile lui Iisus, consemnată numai în Evanghelia după Luca (17:11-19).
În conformitate cu această evanghelie, pe drumul spre Ierusalim, Iisus din Nazaret a călătorit de-a lungul graniței între Samaria și Galileea. Pe când intra într-un sat, a fost întâmpinat de zece oameni bolnavi de lepră. Ei stăteau la distanță și îl chemau cu glas tare: "Iisuse, învățătorule, ai milă de noi! Când i-a văzut, el le-a spus:"Mergeți și arătați-vă preoților."Pe când mergeau unde fuseseră trimiși, aceștia s-au curățat de lepră.Unul dintre ei, care era samarinean (adică provenea din Samaria, provincie diferită de Iudeea), când a văzut că a fost vindecat, s-a întors, slăvindu-l pe Dumnezeu cu glas tare. El s-a aruncat la picioarele lui Iisus și i-a mulțumit Iisus l-a întrebat:"Nu au fost curățați de lepră toți zece? Unde sunt ceilalți nouă? Nu s-a găsit niciunul să se întoarcă și să dea slavă lui Dumnezeu decât numai acesta care-i de alt neam?"Apoi i-a spus lui:"Ridică-te și du-te; credința ta te-a mântuit."